# Le Lion et le Vent
Pour plus de détails, voir Fiche technique et Distribution.
Le Lion et le Vent (The Wind and the Lion) est un film américain de John Milius, sorti en 1975. Il s'inspire en partie de l'enlèvement de l'Américain d'origine grecque Ion Hanford Perdicaris au Maroc en 1904.

## Synopsis
En 1904, le Maroc est depuis quelque temps au cœur d'un conflit notamment entre la France, l'Allemagne et l'Empire britannique. Les trois puissances tentent d'y établir une sphère d'influence. Par une belle journée d'octobre, un groupe de cavaliers, mené par le chef berbère El-Raisuli « le Magnifique », enlève, en plein quartier européen de Tanger, Eden Perdicaris, une jeune Américaine, et ses deux enfants, William et Jennifer. Sir Joshua Smith, un ami britannique d'Eden, est tué. Avec cet enlèvement, El-Raisuli veut s'opposer au jeune sultan Abdelaziz et à son oncle le pacha de Tanger. Raisuni veut provoquer une guerre civile et prouver aux tribus la compromission du jeune sultan avec les grandes puissances occidentales.
Aux États-Unis, le président Theodore Roosevelt vise la réélection pour l'élection présidentielle de 1904. Il décide d'utiliser cette affaire comme démonstration de force de la puissance de son pays, malgré les réticences de son Secrétaire d'État, John Hay. Samuel R. Gummeré, consul américain à Tanger, échoue dans la négociation pour récupérer les otages. Le président Roosevelt décide alors d'envoyer la South Atlantic Squadron (également appelée Brazil Squadron).

## Fiche technique
Sauf indication contraire, les informations mentionnées dans cette section peuvent être confirmées par la base de données cinématographiques IMDb,  présente dans la section « Liens externes ».
- Titre francophone : Le Lion et le Vent
- Titre anglais : The Wind and the Lion
- Réalisation et scénario : John Milius
- Musique : Jerry Goldsmith
- Direction artistique : Antonio Patón
- Décors : Gil Parrondo
- Photographie : Billy Williams
- Montage : Robert L. Wolfe
- Production : Herb Jaffe

Producteur associé : Phil Rawlins
- Sociétés de production : Metro-Goldwyn-Mayer et Herb Jaffe Productions
- Sociétés de distribution : United Artists (États-Unis), Columbia Pictures (France)
- Budget : entre 4,2[3] et 4,5 millions de dollars[4]
- Pays de production :  États-Unis
- Langues originales : anglais, allemand et français
- Format : Couleurs - 35 mm - 2,35:1 - Stéréo (copies 70 mm)
- Genre : aventures, drame, guerre, historique, épique
- Durée : 119 minutes
- Dates de sortie[5] :
  - États-Unis : 22 mai 1975
  - France : 17 décembre 1975

## Distribution
- Sean Connery (VF : Jean-Claude Michel) : Raisuli[1]
- Candice Bergen (VF : Jeanine Freson) : Eden Perdicaris[2] (Helen Carter en VF)
- Brian Keith (VF : Alain Mottet) : Theodore Roosevelt
- John Huston (VF : Jean Davy) : John Hay
- Geoffrey Lewis : Samuel Gummere
- Steve Kanaly : le capitaine Jerome (inspiré de John Twiggs Myers (en))
- Vladek Sheybal : le pacha de Tanger
- Nadim Sawalha (VF : Claude Joseph) : le shérif de Wazan
- Roy Jenson : l'amiral French E. Chadwick
- Deborah Baxter (VF : Anne Doat) : Alice Roosevelt Longworth
- Jack Cooley : Quentin Roosevelt
- Polly Gottesman (VF : Martine Irzenski) : Jennifer
- Antoine Saint-John : Von Roerkel
- Aldo Sambrell : un arabe
- Luis Barboo : Gayaan le terrible
- Marc Zuber : le sultan
- Billy Williams : Sir Joseph
- John Milius : un homme armé (caméo non crédité)

## Production

### Genèse et développement
John Milius s'inspire du véritable enlèvement d'Ion Perdicaris. Il se base notamment sur un article écrit par Barbara W. Tuchman dans le magazine American Heritage, et aussi par une biographie complète de Mohamed ben Abdallah el-Raisuni écrite par Rosita Forbes, The Sultan of the Mountains: The Life Story of the Raisuli. John Milius n'écrit pas une intrigue fidèlement historique. Ion Perdicaris est transformé en personnage féminin plus jeune, rajeuni et féminisé et nommé Eden Perdicaris. Il invente également ses deux enfants, l'attaque des Américains sur le palais du Sultan ou encore l'affrontement entre Américains et Allemands.
Omar Sharif et Anthony Quinn sont envisagés pour le rôle principal. Sean Connery est finalement choisi. Pour le rôle d'Eden, John Milius avoue avoir écrit en pensant à Julie Christie. Le rôle ne lui sera jamais proposé et revient à Faye Dunaway. Tombée malade, elle est finalement remplacée par Candice Bergen.

### Tournage

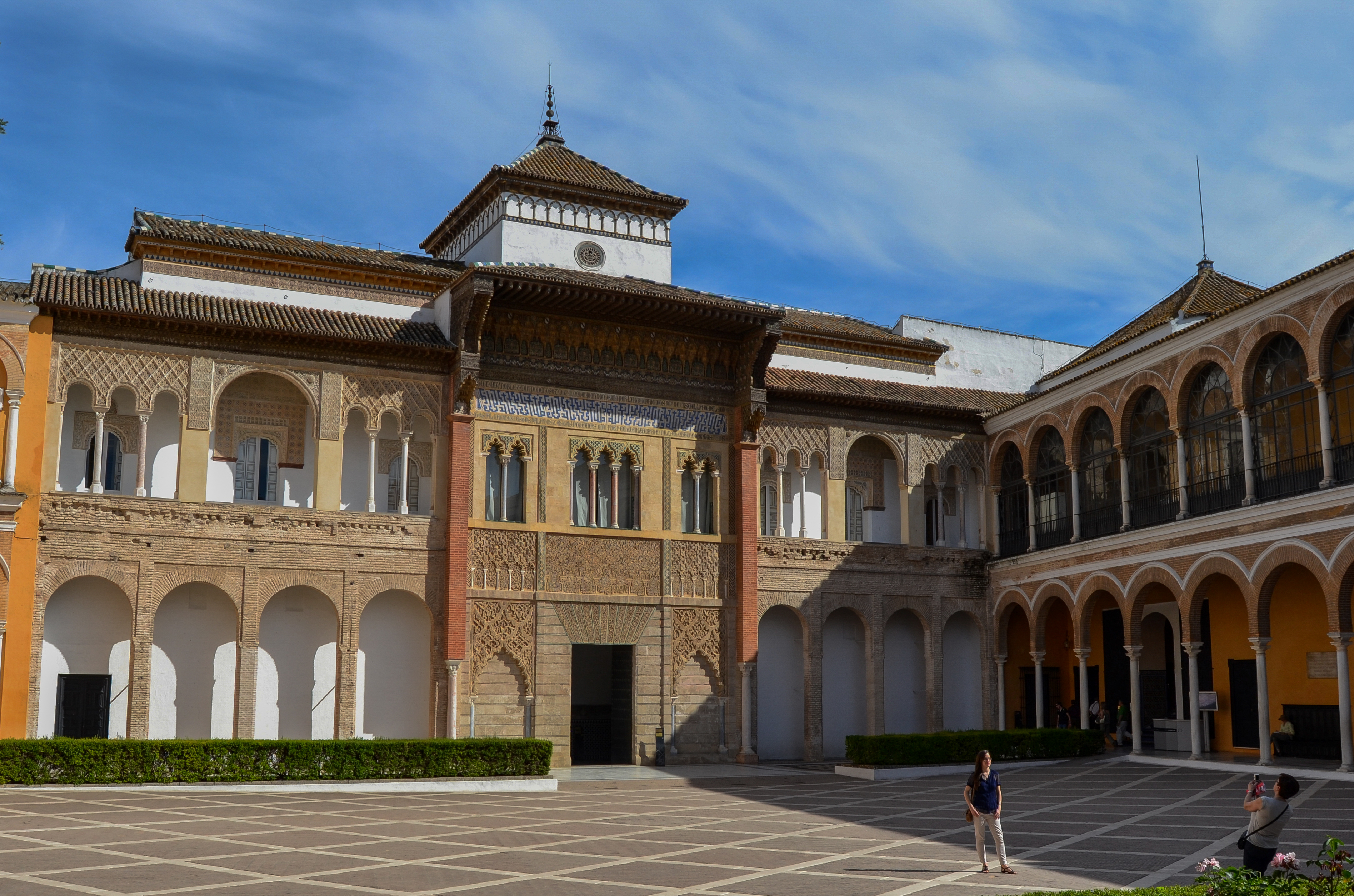
L'Alcazar de Séville a servi de décor pour le palai du sultan

Le tournage a lieu à l'automne 1974 en Espagne (pour y recréer les villes marocaines de Tanger et Fès). Il se déroule notamment en Andalousie : Almería et des environs (parc naturel de Cabo de Gata-Níjar, Cabo de Gata), Séville (l'Alcazar, Plaza of the Americas), Grenade et des environs (La Calahorra). Quelques scènes sont tournées à Madrid et dans la province de Huelva (parc national de Doñana). La scène se déroulant dans le parc national de Yellowstone est réalisée sur le plateau de Meseta en Castille-et-León.
Le tournage s'est révélé d'une lenteur exaspérante. Après avoir été convoqué sur le plateau quatre jours d'affilée sans tourner une seule scène, Sean Connery a quitté les lieux dans une fureur sans précédent, sans retirer son costume, et n'est réapparu qu'au moment opportun pour jouer[réf. nécessaire].

## Distinctions
Source : Internet Movie Database

### Nominations
- Oscars 1976 : meilleur son et meilleure musique de film (partition originale)
- British Academy Film Awards 1976 : meilleure musique de film
- Grammy Awards 1976 : meilleur album ou enregistrement spécial écrit pour un film ou téléfilm
- Writers Guild of America Awards 1976 : meilleur scénario dramatique

## Commentaires
- Dans la version française, Eden Pedecaris porte curieusement le nom de Helen Carter.
- Lorsque le film a été présenté au Président des États-Unis de l'époque, Gerald Ford, celui-ci reconnait l'endroit précis où a été tournée une séquence à Yellowstone. Le réalisateur John Milius l'informera ensuite que tout le film a été tourné en Espagne[8].